# Fly Away (富樫美鈴單曲)
《Fly Away 》是日本女性聲優富樫美鈴的第1張單曲。2011年11月23日由日本古倫美亞發行。

## 解說
《Fly Away 》是聲優富樫美鈴參演2011年10月至12月在埼玉電視台等UHF播出的電視動畫《魔劍姬！》使用的片頭主題曲，也是她的唯一個人單曲。
封面是以該動畫的角色為封面人物（有正面和背面的共2種插圖，正面封面選用的角色有天谷春戀、櫛八稻穗、姬神木靈，而志那都小豆則當背面封面角色（富樫聲演的角色））。

### 主要成績
單曲《Fly Away》於2011年11月7日在Oricon公信榜初次亮相時登上週榜第49名、2011年11月7日Billboard JAPAN Hot Singles Sales第53名、及2011年11月12日音樂節目《COUNT DOWN TV》內單元This Week's TOP 100で的第98位名。銷售記錄方面，首次亮相即賣出1500張。

## 評價
CD Journal對單曲以「這是一首讓作品主角大山武在不尋常的校園生活中，面臨事件即充滿活力的流行歌曲」作為評語。

## 收錄歌曲
所有歌曲由宮崎誠作曲。
1. Fly Away  [4:06]
  - 作詞：宮崎誠、森月
  - 埼玉電視台等UHF電視動畫《魔劍姬！》片頭主題曲
  - 富樫本人則說「這是一首充滿活力和直率的歌曲」[2]
  - 而富樫她為了要彰顯出高度緊張的天生嗓音，在錄音過程中，就這樣繼續提高自己在緊張時發出的聲音進行[3]。
2. 愛之歌 [4:46]（アイノウタ）
  - 作詞：富樫美鈴
  - 富樫說這是為了回饋粉絲，由她自己填詞的歌曲[3][2]。
  - 並在答應工作人員決定自己嘗試負責填詞之後，於是從家裡寫的8首歌曲[3]中，選擇了剛好符合自己形象的歌曲「愛之歌」，原因是因為富樫她在該歌詞的內容寫了很多自己想傳達的事情[2]。
3. Fly Away（Instrumental）
4. 愛之歌（Instrumental）

## 來源
1. ↑  . CD Journal. 2011-11-02  [2011-12-30]. （原始内容存档于2016-03-04） （日语）.
2. 1 2 3  富樫美鈴.   (访谈).   [2011-12-28].  . （原始内容存档于2012-05-19） （日语）.
3. 1 2 3  《Vol.101》，MG2，2011年10月。

## 外部連結
- 日本哥倫比亞官方網站的歌曲介紹頁面（页面存档备份，存于） （日語）